# Hermann Tempel
Hermann Bernhard Christoph Tempel (Ditzum, 29 november 1889 – Oldenburg, 27 november 1944) was een Duits politicus. Hij zat namens de SPD acht jaar in de Reichstag. Na de machtsovername door de nazi's vluchtte hij naar Nederland. In december 1940 werd hij alsnog gearresteerd en zat twee jaar gevangen. Vanwege een mislukte aanslag op Adolf Hitler werd hij opnieuw gearresteerd en overleed hij in gevangenschap.

## Levensloop
Tempel groeide op in een gereformeerd gezin. Hij bezocht de lerarenopleiding. Van 1915 tot 1916 vocht hij als infanterist mee tijdens de Eerste Wereldoorlog, waarbij hij gewond raakte. Daarna vond hij werk als basisschoolleraar. Van 1920 tot 1921 volgde Tempel aan universiteiten in Berlijn en Hamburg de vakken psychologie en filosofie.
Tempel was in 1919 toegetreden tot de SPD. In 1924 begon hij samen met Louis Thelemann de krant Volksbote. Hij zat van 1924 tot 1933 in de gemeenteraad van zijn geboorteplaats Leer. Van 1925 tot 1933 was Tempel lid van de Reichstag en groeide daar uit tot landbouwspecialist. Zo pleitte hij voor nieuwe landaanwinning aan de kust.
Als politicus was Tempel kritisch op zowel nazi's als communisten. In een artikel in de Volksbote vergeleek hij KPD-senator Gustav Wendt met de bekende antisemiet Ludwig Münchmeyer en omschreef hen als een  "Siamese tweeling".
Tempel stemde in maart 1933 in de Reichstag tegen de machtigingswet waardoor de nazi's feitelijk de alleenheerschappij kregen. In dezelfde maand kreeg hij een spreekverbod opgelegd en werd zijn huis meerdere keren doorzocht door de SA. Hij wist in de zomer van 1933 te ontkomen naar Nederland en vestigde zich in Amsterdam. Daar was hij een van de leiders van de SPD in ballingschap. Hij wees voorstellen af om met de KPD samen te werken. In augustus 1936 was Tempel aanwezig bij een vergadering van partijgenoten in Almelo waar werd gesproken over illegaal werk en tijdschriftensmokkel. Dat werd hem later door de Duitse rechtbank zwaar aangerekend.
Na de Duitse inval in Nederland in mei 1940 dook Tempel onder, maar gaf zich in december 1940 aan bij de Amsterdamse Gestapo nadat zijn huisbaas gearresteerd was. Tempel werd veroordeeld tot een gevangenisstraf van twee jaar wegens voorbereidingen op hoogverraad. Hij zat tot december 1942 vast in de gevangenis van Wolfbüttel. Na zijn vrijlating stond hij onder politietoezicht. Begin 1944 verhuisde Tempel naar Oldenburg waar hij werkte als arbeider in een schoenengroothandel. Na de mislukte aanslag op Adolf Hitler in juli 1944 werd Tempel gearresteerd. Hij overleed aan de gevolgen van een tumor en fysieke mishandeling. Tempel werd begraven op het Gertrudenkerkhof in Oldenburg.

## Erkenning
Tempel staat vernoemd op het Monument voor de vermoorde leden van de Rijksdag in Berlijn. In zijn geboorteplaats is een plein naar hem vernoemd. In Aurich, Bramsche, Leer en Oldenburg draagt een straat zijn naam en in Ihlow een school. De SPD in Landkreis Leer reikt op onregelmatige basis de Hermann Tempel-medaille uit aan mensen of groepen die zich in lijn met het gedachtegoed van Tempel hebben ingezet.